# 2986 Mrinalini
2986 Mrinalini је астероид главног астероидног појаса са пречником од приближно 20,53 .
Афел астероида је на удаљености од 3,669 астрономских јединица (АЈ) од Сунца, а перихел на 2,676 АЈ.
Ексцентрицитет орбите износи 0,156, инклинација (нагиб) орбите у односу на раван еклиптике 2,542 степени, а орбитални период износи 2064,575 дана (5,652 година).
Апсолутна магнитуда астероида је 11,90 а геометријски албедо 0,072.
Астероид је откривен 24. септембра 1960. године.